# Saint-Bonnet-près-Orcival
Pour les articles homonymes, voir Saint-Bonnet (homonymie).
Saint-Bonnet-près-Orcival est une commune française, située dans le département du Puy-de-Dôme en région Auvergne-Rhône-Alpes.

## Géographie
Saint-Bonnet se trouve sur le versant nord des monts Dore. Les différents hameaux de la commune s'alignent dans la haute vallée de la Sioule.
La commune est composée du bourg et de plusieurs villages : Juégheat, Voissieux, Vareilles, Olmont, Villejacques, le moulin de Villejacques, Farges, Polagnat, la Baraquette, les Mouillards et une partie du village de Pont-des-Eaux.
Au XVIIIe siècle, Saint-Bonnet était considéré comme une terre « assez bonne, produisant des bestiaux ». Actuellement, son sol est entièrement voué à l'élevage des bovins comme tout le canton de Rochefort.
Elle fait partie du parc naturel régional des volcans d'Auvergne.
La commune est entourée par les communes suivantes : Orcival, Rochefort-Montagne, Saint-Pierre-Roche, Olby, Nébouzat, Aurières et Vernines.

### Climat
Pour des articles plus généraux, voir Climat d'Auvergne-Rhône-Alpes et Climat du Puy-de-Dôme.
En 2010, le climat de la commune est de type climat de montagne, selon une étude du Centre national de la recherche scientifique s'appuyant sur une série de données couvrant la période 1971-2000. En 2020, Météo-France publie une typologie des climats de la France métropolitaine dans laquelle la commune est exposée à un climat de montagne ou de marges de montagne et est dans la région climatique Ouest et nord-ouest du Massif Central, caractérisée par une pluviométrie annuelle de 900 à 1 500 mm, maximale en automne et en hiver.
Pour la période 1971-2000, la température annuelle moyenne est de 8,5 °C, avec une amplitude thermique annuelle de 15,1 °C. Le cumul annuel moyen de précipitations est de 1 037 mm, avec 11,8 jours de précipitations en janvier et 8,4 jours en juillet. Pour la période 1991-2020, la température moyenne annuelle observée sur la station météorologique de Météo-France la plus proche, « Vernines », sur la commune de Vernines à 4 km à vol d'oiseau, est de 8,6 °C et le cumul annuel moyen de précipitations est de 918,5 mm,. Pour l'avenir, les paramètres climatiques de la commune estimés pour 2050 selon différents scénarios d'émission de gaz à effet de serre sont consultables sur un site dédié publié par Météo-France en novembre 2022.

## Urbanisme

### Typologie
Au 1er janvier 2024, Saint-Bonnet-près-Orcival est catégorisée commune rurale à habitat dispersé, selon la nouvelle grille communale de densité à sept niveaux définie par l'Insee en 2022.
Elle est située hors unité urbaine. Par ailleurs la commune fait partie de l'aire d'attraction de Clermont-Ferrand, dont elle est une commune de la couronne,. Cette aire, qui regroupe 209 communes, est catégorisée dans les aires de 200 000 à moins de 700 000 habitants,.

### Occupation des sols
L'occupation des sols de la commune, telle qu'elle ressort de la base de données européenne d’occupation biophysique des sols Corine Land Cover (CLC), est marquée par l'importance des territoires agricoles (88,1 % en 2018), en diminution par rapport à 1990 (90,7 %). La répartition détaillée en 2018 est la suivante : prairies (73,5 %), zones agricoles hétérogènes (14,6 %), forêts (6,7 %), zones urbanisées (4,2 %), milieux à végétation arbustive et/ou herbacée (1 %). L'évolution de l’occupation des sols de la commune et de ses infrastructures peut être observée sur les différentes représentations cartographiques du territoire : la carte de Cassini (XVIIIe siècle), la carte d'état-major (1820-1866) et les cartes ou photos aériennes de l'IGN pour la période actuelle (1950 à aujourd'hui).

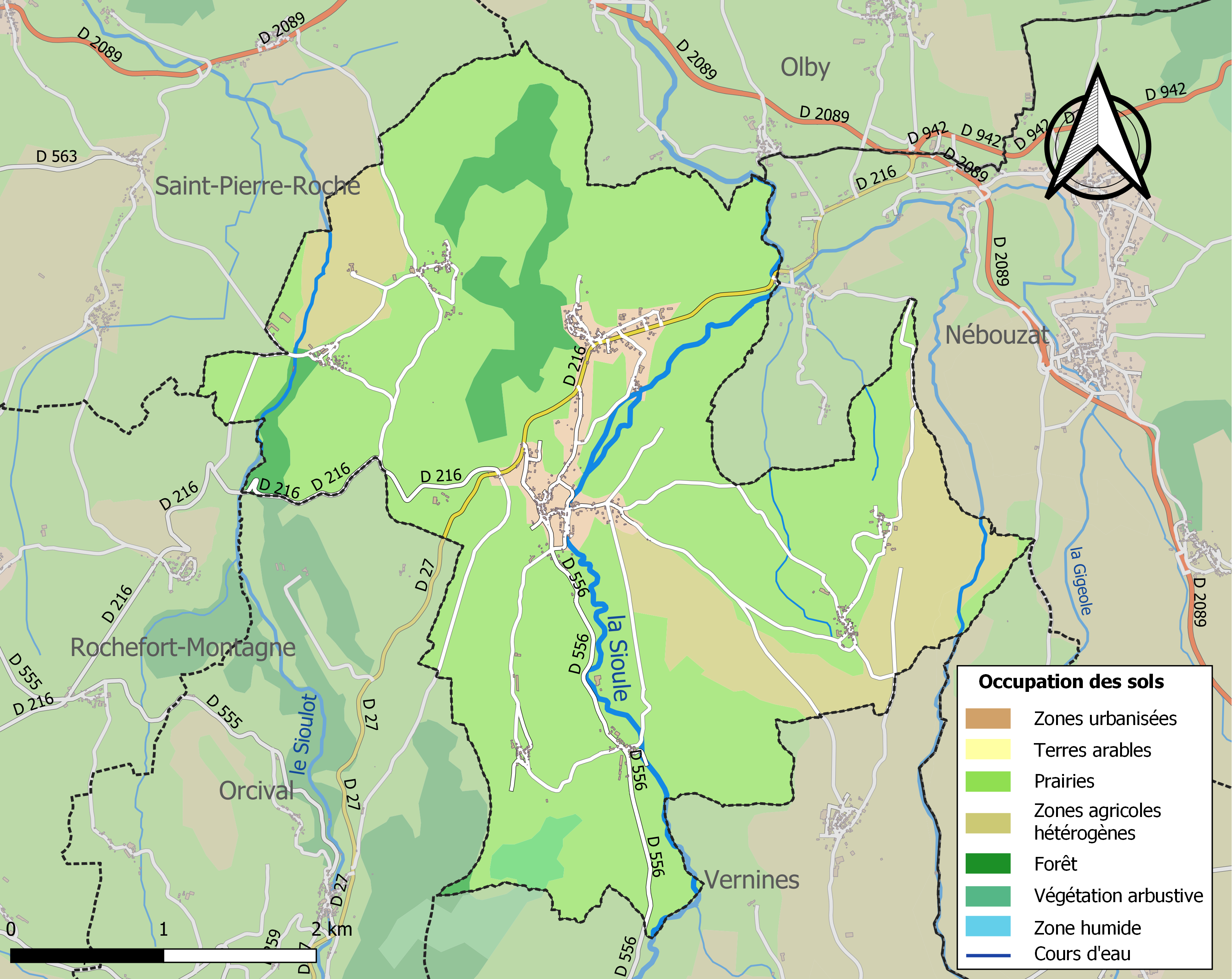
Carte des infrastructures et de l'occupation des sols de la commune en 2018 (CLC).

## Histoire
Des archives exceptionnelles
Le passé de Saint-Bonnet a laissé une trace dans l'histoire sous la forme d'un recueil de procès-verbaux d'assemblées ou deslibératoires dit Cahier des actes et affaires de la paroisse tenu de 1639 à 1642, conservé aux archives du Puy-de-Dôme. Ce document a été transcrit et bénéficiera d'une édition scientifique accompagnée d'articles. Il témoigne notamment des difficultés relatives aux impôts et aux passages de troupes. Avec la paroisse voisine de Nébouzat, Saint-Bonnet a en plus laissé un ensemble exceptionnel de rôles de taille (le document administratif le plus produit en France aux XVIe – XVIIIe siècles et le plus disparu) et des comptes de collecte qui correspondent en partie aux deslibératoires. Le rôle de taille de 1643 est édité dans l'annexe « 1643 – Rôle de la grand’taille […] de Saint-Bonnet-près-Orcival » p. 310-326, dans Antoine Follain (dir), Campagnes en mouvement…, Dijon, EUD, 2008, et analysé dans l'article « [...] les rôles de taille au XVIIe siècle » p. 251-274.
Le peuplement est ancien ; vers 1900, près du village de Juégheat, un attelage de labour s'est enfoncé dans une cavité voûtée qui est apparue comme une construction romaine, quelques fouilles effectuées en 1912 ont permis de découvrir de nombreux tessons, une meule en basalte et une hache en pierre polie.
Avant la Révolution de 1789, le territoire de Saint-Bonnet se trouva divisé en plusieurs seigneuries (Voissieux, Saint-Bonnet, Vareilles, Villejacques et Polagnat). Pendant la période révolutionnaire, le curé Martin Chirent et son vicaire Jean-Baptiste Ladevie refusent de prêter serment à la Constitution Civile du Clergé de 1792. Devenu réfractaire, l'abbé Chirent quitte Saint-Bonnet et se cache dans sa famille à Pardon, commune de Saint-Genès-Champanelle. L'abbé Ladevie, quant à lui, s'exile en Suisse pour échapper aux poursuites et il sera nommé curé de Saint-Bonnet après le Concordat de 1801.
En 1906, lors des inventaires des biens d'église (à la suite de la loi de séparation des Églises et de l'État de décembre 1905), Saint-Bonnet fut le théâtre de vifs incidents. Le percepteur chargé de la mission fut chassé par les habitants et le curé de la commune, l'abbé Lévigne ; peu après une colonne militaire fut envoyée de Clermont-Ferrand, elle dispersa par la force les opposants qui bloquaient l'église et fit sauter sa porte par une cartouche de dynamite, ce qui provoqua une violente polémique dans les différents journaux locaux.

## Politique et administration

### Découpage territorial
La commune de Saint-Bonnet-près-Orcival est membre de la communauté de communes Dômes Sancy Artense, un établissement public de coopération intercommunale (EPCI) à fiscalité propre créé le 1er janvier 2017 dont le siège est à Rochefort-Montagne. Ce dernier est par ailleurs membre d'autres groupements intercommunaux. Jusqu'en 2016, elle faisait partie de la communauté de communes de Rochefort-Montagne.
Sur le plan administratif, elle est rattachée à l'arrondissement d'Issoire depuis 2017, à la circonscription administrative de l'État du Puy-de-Dôme et à la région Auvergne-Rhône-Alpes. Auparavant, elle faisait partie du canton d'Olby dès le début de la Révolution, puis du canton de Rochefort-Montagne de 1801 à mars 2015.
Sur le plan électoral, elle dépend du canton d'Orcines pour l'élection des conseillers départementaux, depuis le redécoupage cantonal de 2014 entré en vigueur en 2015, et de la troisième circonscription du Puy-de-Dôme pour les élections législatives, depuis le dernier découpage électoral de 2010.

### Élections municipales et communautaires

#### Élections de 2020
Le conseil municipal de Saint-Bonnet-près-Orcival, commune de moins de 1 000 habitants, est élu au scrutin majoritaire plurinominal à deux tours avec candidatures isolées ou groupées et possibilité de panachage. Compte tenu de la population communale, le nombre de sièges à pourvoir lors des élections municipales de 2020 est de 11. La totalité des candidats en lice est élue dès le premier tour, le 15 mars 2020, avec un taux de participation de 69,12 %.

#### Chronologie des maires
| Période                                  | Période                    | Identité                       | Étiquette | Qualité                                                                              |
| ---------------------------------------- | -------------------------- | ------------------------------ | --------- | ------------------------------------------------------------------------------------ |
| Les données manquantes sont à compléter. |                            |                                |           |                                                                                      |
| 1800                                     | 1800                       | François Verdier               |           | tisserand à Saint-Bonnet                                                             |
| 1800                                     | 1801                       | Martin Ollier                  |           | cultivateur à Vareilles                                                              |
| 1801                                     | 1815                       | Joseph Cougoul-Solignat        |           | notaire à Saint-Bonnet                                                               |
| 1815                                     | 1823                       | Joseph Archimbaud Lagarde      |           | propriétaire du château de Polagnat                                                  |
| 1823                                     | 1830                       | Louis Daubusson                |           | propriétaire château de Polagnat                                                     |
| 1830                                     | 1853                       | Guillaume Serre                |           | propriétaire aux Mouillards                                                          |
| 1853                                     | 1857                       | Jules Mouroult de Villeneuve   |           | commissaire de surveillance des chemins de fer, propriétaire du château de Voissieux |
| 1857                                     | 1861                       | Jean Faugeras                  |           | Cultivateur à Saint-Bonnet                                                           |
| 1862                                     | 1872                       | François Magaud d'Aubusson     |           | lieutenant de vaisseaux en retraite                                                  |
| 1872                                     | 1876                       | Louis Magaud d'Aubusson        |           | avocat et ornithologue                                                               |
| 1876                                     | 1884                       | Jacques Brun                   |           | cultivateur à Vareilles                                                              |
| 1884                                     | 1888                       | Louis Magaud d'Aubusson        |           | avocat et ornithologue                                                               |
| 1888                                     | 1889                       | Jacques Marcel Léger Baudonnat |           | Propriétaire de terres à Villejacques Chef de division à la préfecture               |
| 1889                                     | 1900                       | Martin Bony                    |           | Cultivateur à Saint-Bonnet                                                           |
| 1900                                     | 1904                       | Jacques Fournier               |           | cultivateur à Villejacques                                                           |
| 1904                                     | 1908                       | Félix Monier                   |           | marchand de bestiaux à Saint-Bonnet                                                  |
| 1908                                     | 1912                       | Bonnet Colombier               |           | cultivateur à Villejacques                                                           |
| 1912                                     | 1925                       | Martin Bony                    |           | cultivateur à Saint-Bonnet                                                           |
| 1925                                     | 1959                       | René Chomette                  |           | militaire en retraite, propriétaire du château de Polagnat                           |
| 1959                                     | 1965                       | Joseph Andan                   |           | agriculteur à Villejacques                                                           |
| 1965                                     | 1998                       | Henri Serre                    |           | propriétaire aux Mouillards                                                          |
| 1998                                     | 2001                       | Marie-Pierre Guittard          | SE        | Agricultrice à Juegheat                                                              |
| 2001                                     | 2009                       | Alain Ollier                   | SE        | Artisan Boucher                                                                      |
| 2009                                     | 2014                       | Jacques Fournier               | SE        | Responsable Études et Travaux                                                        |
| 2014 (réélue en 2020)                    | En cours (au 15 août 2021) | Michelle Gaidier               | SE        | Guide conférencière                                                                  |

## Population et société

### Démographie
L'évolution du nombre d'habitants est connue à travers les recensements de la population effectués dans la commune depuis 1793. Pour les communes de moins de 10 000 habitants, une enquête de recensement portant sur toute la population est réalisée tous les cinq ans, les populations de référence des années intermédiaires étant quant à elles estimées par interpolation ou extrapolation. Pour la commune, le premier recensement exhaustif entrant dans le cadre du nouveau dispositif a été réalisé en 2004.

En 2022, la commune comptait 566 habitants, en évolution de +19,41 % par rapport à 2016 (Puy-de-Dôme : +2,1 %, France hors Mayotte : +2,11 %).
| 1793 | 1800  | 1806  | 1821  | 1831  | 1836 | 1841 | 1846 | 1851 |
| ---- | ----- | ----- | ----- | ----- | ---- | ---- | ---- | ---- |
| 590  | 1 004 | 1 022 | 1 089 | 1 189 | 935  | 930  | 955  | 902  |

| 1856 | 1861 | 1866 | 1872 | 1876 | 1881 | 1886 | 1891 | 1896 |
| ---- | ---- | ---- | ---- | ---- | ---- | ---- | ---- | ---- |
| 849  | 743  | 819  | 860  | 892  | 845  | 785  | 748  | 791  |

| 1901 | 1906 | 1911 | 1921 | 1926 | 1931 | 1936 | 1946 | 1954 |
| ---- | ---- | ---- | ---- | ---- | ---- | ---- | ---- | ---- |
| 759  | 710  | 739  | 657  | 614  | 617  | 619  | 549  | 528  |

| 1962 | 1968 | 1975 | 1982 | 1990 | 1999 | 2004 | 2006 | 2009 |
| ---- | ---- | ---- | ---- | ---- | ---- | ---- | ---- | ---- |
| 485  | 474  | 398  | 369  | 414  | 382  | 422  | 432  | 441  |

| 2014 | 2019 | 2022 | - | - | - | - | - | - |
| ---- | ---- | ---- | - | - | - | - | - | - |
| 467  | 513  | 566  | - | - | - | - | - | - |

## Culture locale et patrimoine

### Lieux et monuments
La commune est située à proximité d'Orcival, haut lieu touristique et religieux en Auvergne.
- Un calvaire au centre de la commune culmine à (909 mètres d'altitude). Il fut érigé en 1925 par Étienne Lévigne, curé de la commune entre 1892 et 1935. Cet ensemble cultuel est devenu un lieu touristique avec une belle vue sur le village, la vallée de la Sioule et la chaîne des Puys.
- L'église reconstruite en 1867 remplace un édifice du XIIe siècle[31].
- Le château de Polagnat mentionné pour la première fois en 1270, a été plusieurs fois modifié au cours des siècles[32].
- Le château de Voissieux date des XIIe et XIIIe siècles mais il a été remanié plusieurs fois au cours des siècles[33].
- Le château de Vareilles est en ruine depuis le XVIIe siècle.

### Personnalités liées à la commune
- Louis Magaud d'Aubusson (1847-1917), avocat, maire de Saint-Bonnet-près-Orcival de 1872 à 1876  et 1884 à 1888, ornithologue, fondateur de la Ligue pour la protection des oiseaux et premier président de la LPO de 1912 à son décès en 1917. Il est l'auteur de nombreuses monographies ornithologiques[34].
- Michel Adanson (1727-1806), botaniste célèbre, dont le père Léger Adanson était natif de Villejacques.
- Maurice Busset (1879-1936), peintre ayant séjourné à Saint-Bonnet.
- Antoine-Victor Mornac (1801-1869), bandit auvergnat accusé d'avoir commis un assassinat dans le village de Villejacques en 1849.